# いつだってYELL
「いつだってYELL」（いつだってエール）は、1997年11月7日に発売された中山エミリの2枚目のシングル。

## 解説
NHK教育テレビのアニメ『忍たま乱太郎』第5期（91話・96話以外）から第6期（1話～20話の木曜以外）までのエンディングテーマとして使用された。
エンディング映像は、月曜日は、「DON’T MIND涙」などと同じ映像を使用しているが、金曜日のみ以下の映像が使用されていた。
乱太郎、きり丸、しんべヱが田園を巡るアニメーション(サビからはヘムヘムも登場する)。最後は大勢のキャラクターが集合して締めくくられる。曲のクレジットは表示されるが、歌詞テロップ、キャスト・スタッフクレジット、イラスト紹介はなし。なお、映像には中山本人が顔出しで出演していた。映像ソフト未収録。
TVサイズとフルサイズではアレンジが若干異なる。

## 収録曲
- 両楽曲共に、作曲・編曲：馬飼野康二

1. いつだってYELL（3分36秒）
作詞：松井五郎
  - NHK教育テレビアニメ『忍たま乱太郎』エンディングテーマ
2. いろんな私（4分21秒）
作詞：森本抄夜子
  - NHK教育テレビアニメ『忍たま乱太郎』イメージソング
3. いつだってYELL（オリジナル・カラオケ）（3分33秒）

## 収録アルバム
1. いつだってYELL
  - 「忍たま乱太郎 オリジナル・サウンドトラック 其の五」
  - 「忍たま乱太郎 忍たまファミリー・ベストセレクション」
2. いろんな私
  - 「忍たま乱太郎 オリジナル・サウンドトラック 其の五」